# Travaux et mémoires de l’Institut d’ethnologie
Travaux et mémoires de l’Institut d’ethnologie war eine französische ethnologische Publikationsreihe, die am Institut d’ethnologie der Université de Paris erschien. Die Reihe umfasst insgesamt 79 Nummern, wobei einige mehrbändig sind. Ihre ersten Bände erschienen 1926. Die Reihe erschien nach den Studentenunruhen nur noch kurz bis Anfang der 1970er Jahre. Neuauflagen erschienen auch später.
Das Institut d´ethnologie war 1925 von Lucien Lévy-Bruhl gegründet worden (das dieser jedoch wenig später wieder verließ), als Geschäftsführer fungierten der Soziologe Marcel Mauss und der Ethnologe und spätere Direktor des Musée de l’homme Paul Rivet. Das Institut bildete Feldforscher und Kolonialbeamte aus. Führende französische Fachvertreter haben an der Reihe mitgewirkt.

## Übersicht
Übersicht

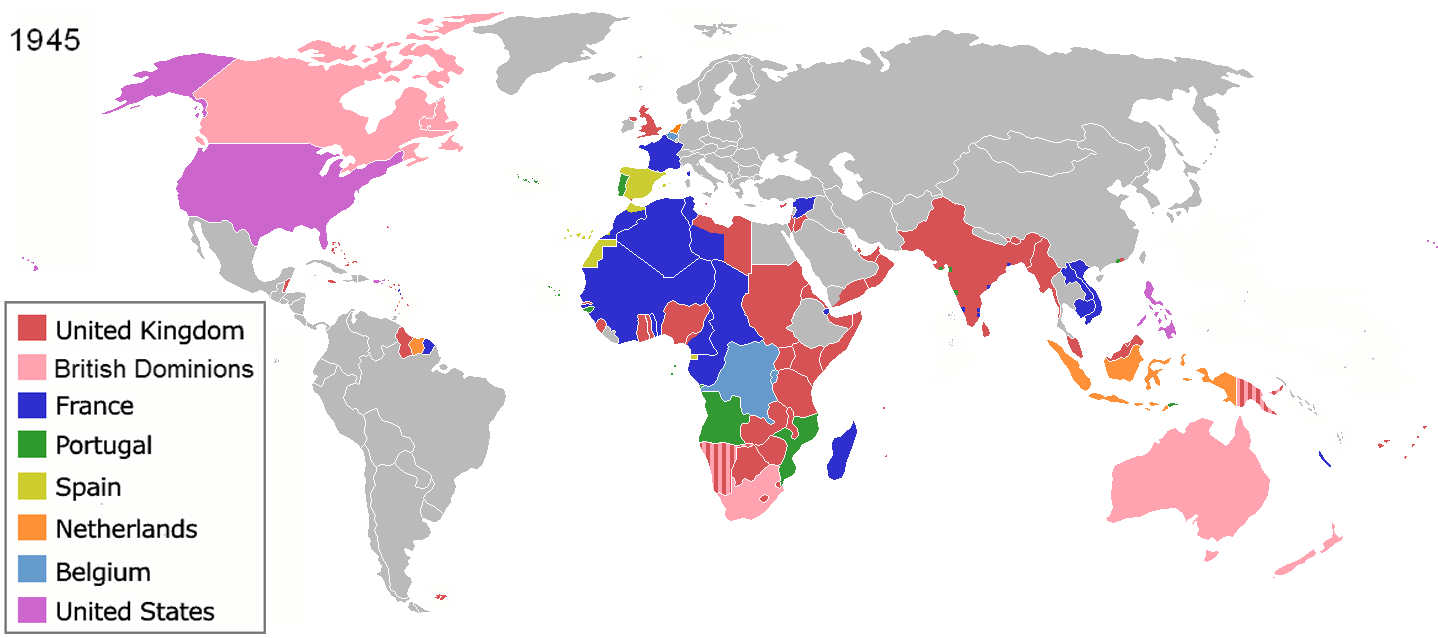
Kolonialmächte und Kolonialgebiete 1945 (Frankreich: dunkelblau)

- 01 WATERLOT (Em.-G.) Les Bas-reliefs des Bâtiments royaux d'Abomey. Paris, 1926
- 02 LUQUET (G. H.) L'art néo-calédonien. Paris, 1926
- 03 MAUNIER (R.) La construction collective de la maison en Kabylie chez les Berbères du Djurjura. Paris, 1926
- 04 TRAUTMAN (R.) La littérature populaire à la Côte des Esclaves. Contes. Proverbes. Devinettes. Paris, 1937
- 05 BAUDIN (L.) L'empire socialiste des Inka. Paris, 1928
- 06 HOMBURGER (L.) Les préfixes nominaux dans les parlers peul, haoussa et bantous. Paris, 1929
- 07 LABOURET (H.) & RIVET (P.) Le royaume d'Arda et son évangélisation au XVIIe siècle. Paris, 1929
- 08 LEENHARDT (M.) Notes d'ethnologie néo-calédonienne. Paris, 1930
- 09 LEENHARDT (M.) Documents néo-calédoniens. Paris, 1932
- 10 LEENHARDT Vocabulaire et Grammaire de la langue Houaïlou. Paris, 1935
- 11 ALBENINO (N. de) Verdadera relacion delo sussedido enlos Reynos e provincias del Peru (Sevilla, 1549). Paris, 1930
- 12 GRIAULE (M.) Le livre de recettes d'un dabtara abyssin. Paris, 1930
- 13 TISSERANT (C.) Essai sur la grammaire banda. Paris, 1930
- 14 TISSERANT (C.) Dictionnaire banda-français. Paris, 1930
- 15 LABOURET (H.) Les Tribus du rameau Lobi, Volta Noire Moyenne, Afrique Occidentale. Paris, 1931
- 16 GADEN (H.) Proverbes et maximes peuls et toucouleurs traduits, expliqués et annotés. Paris, 1931
- 17 DORDILLON (M.) Grammaire et Dictionnaire de la langue des Iles Marquises : Marquisien-Français. Paris, 1931
- 18 DORDILLON (M.) Dictionnaire de la langue des Iles Marquises : Français-Marquisien. Paris, 1932
- 19 MONOD (T.) L'Adrar Anhet. Contribution à l'étude archéologique d'un district saharien. Paris, 1932
- 20 RICARD (R.) La conquête spirituelle du Mexique. Paris, 1933
- 21 GADEN (H.) La vie d'El Hadj Omar. Qacida en Poular. Transcription, traduction, notes et glossaire par Henri Gaden. Paris, 1931
- 22 CUISINIER (J.) Danses magiques de Kelantan. Paris, 1936
- 23 GUAMAN POMA DE AYALA (F.) Nueva Corónica y Buen Gobierno. (Codex péruvien illustré). Reproduction en fac similé du manuscrit de 1613. Paris, 1936, 2e réimp.1989.
- 24 COHEN (M.) Traité de langue amharique (Abyssinie). Paris, 1936, 3e Edition 1995
- 25 HAZOUME (P.) Le Pacte de Sang au Dahomey. Paris, 1937
- 26 SOUSTELLE (J.) La Famille Otomi-Pame du Mexique Central. Paris, 1937
- 27 DUMEZIL (G.) Contes lazes. Paris, 1937
- 28 SACHS (C.) Les instruments de musique de Madagascar. Paris, 1938
- 29 GREBAUT (S.) Catalogue des manuscrits éthiopiens de la collection Griaule. Partie I. Paris, 1938
- 30 GREBAUT (S.) Catalogue des Manuscrits éthiopiens collection Griaule. 1ère partie suite. Paris, 1944
- 31 FEGHALI (Mgr M.) Proverbes et dictons syro-libanais. Paris, 1938
- 32 GRIAULE (M.) Jeux Dogons. Paris, 1938
- 33 GRIAULE (M.) Masques dogons. Paris, 1938, (4e éd. 1994). Réimpression 2004.
- 34 DUBOIS (H.) Monographie des Betsileo (Madagascar). Paris, 1938
- 35 MUS (P.) La lumière sur les Six Voies. Paris, 1939
- 36-37 SACLEUX (C.) Dictionnaire Swahili-Français. Paris, 1939–1940, 2 tomes
- 38 LIFCHITZ (D.) Textes éthiopiens magico-religieux. Paris, 1940
- 39 RIVET (P.) & ARSANDAUX (H.) Métallurgie précolombienne. Paris, 1946
- 40 DIETERLEN (G.) Les Ames des Dogons. Paris, 1941
- 41 GANAY (S. de) Les Devises des Dogons. Paris, 1941
- 42 MAUPOIL (B.) La Géomancie à l'ancienne Côte des esclaves. Paris, 1943, 3e Edition 1988.
- 43 FLEISH (H.) Les verbes à allongement vocalique interne dans le sémitique. Paris, 1944
- 44 GIRAUD (M.) Le Métis canadien. Paris, 1945
- 45 CUISINIER (J.) Les Mu'ô'ng, géographie humaine et sociologie. Paris, 1948
- 46 LEENHARDT (M.) Langues et dialectes de l'Austro-Mélanésie. Paris, 1946
- 47 LEROI-GOURHAN (A.) Archéologie du Pacifique Nord. Paris, 1946
- 48 FAUBLEE (J.) Récits Bara. Paris, 1947
- 49 TRENGA (G.) Le Bura-Mabang du Ouadaï. Paris, 1947
- 50 LEIRIS (M.) La Langue secrète des Dogons de Sanga. Paris, 1948
- 51 RIVET (P.) & CREQUI-MONTFORT (G.) Bibliographie des langues aymarà et kicua.

Volume 1, 1951, (1540–1875)
Volume 2, 1952, (1876–1915)
Volume 3, 1953, (1916–1940)
Volume 4, 1956, (1941–1955)
- 52 JOUIN (Dr B.-Y.) La Mort et la Tombe. L'abandon de la Tombe. Les cérémonies, prières et sacrifices se rapportant à ces très importantes manifestations de la vie des autochtones du Darlac (Indochine). Paris, 1949
- 53 MASSOULARD (Dr E.) Préhistoire et Protohistoire d'Egypte. Paris, 1949
- 54 SACLEUX (C.) Dictionnaire Français-Swahili. Paris, 1949
- 55 AESCOLY (A. Z.) Recueil de textes falachas. Paris, 1951
- 56 CHEVALIER (F.) La formation des grands domaines au Mexique. Paris, 1952
- 57 BERNOT (L.), BLANCARD (R.) Nouville : un village français. Paris, 1957
- 58 DUGAST (I.) Monographie de la tribu des Ndiki (Banen du Cameroun). Volume I (Vie matérielle). Paris, 1955
- 59 METAIS (P.) Mariage et équilibre social dans les sociétés primitives. Paris, 1955
- 60 DUMEZIL (G.) Contes et légendes des Oubykhs. Paris, 1957
- 61 LESLAU (W.) Coutumes et croyances des Falachas. Paris, 1957
- 62 SOUSTELLE (G.) Tequila : un village nahuatl du Mexique oriental. Paris, 1958
- 63 DUGAST (I.) Monographie de la tribu des Ndiki (Banen du Cameroun). Volume II (Vie familiale et sociale). Paris, 1960
- 64 DUPIRE (P.) Peuls nomades. Etude descriptive des Wodaabe du Sahel Nigérien. Paris, 1962
- 65 DUMEZIL(G.) Documents anatoliens sur les langues et traditions du Caucase. II. Textes oubykh. Paris, 1962
- 66 GUIART (J.) Structure de la chefferie en Mélanésie du Sud. Paris, 1963
- 67 TUBIANA (M. J.) Survivances préislamiques en pays zaghawa. Paris, 1964
- 68 NIANGORAN BOUAH (G.) Division du temps et calendrier rituel des peuples lagunaires de Côte-d'Ivoire. Paris, 1964
- 69 TARDIEU (S.) La vie domestique dans le Mâconnais rural préindustriel. Paris, 1964
- 70 PAQUES (V.) L'Arbre cosmique dans la pensée populaire et dans la vie quotidienne du Nord-Ouest africain. Paris, 1964
- 71 DUMEZIL(G.) Documents anatoliens sur les langues et les traditions du Caucase. III. Nouvelles études oubykh. Paris, 1965
- 72 GRIAULE (M.) & DIETERLEN (G.) Le renard pâle. Paris, 1965, Seconde édition, 1991 augmentée d'un index.
- 73 PAIRAULT (C.) Boum-le-Grand, village d'Iro. Paris, 1966
- 74 CRESSWELL (R.) Une communauté rurale de l'Irlande. Paris, 1969
- 75 GUYOT (M.) Les mythes chez les Selk'nam et les Yamana de la terre de Feu. Paris, 1968
- 76 HAUDRICOURT (A.) & THOMAS (J.) La notation des langues : phonétique et phonologie. Paris, 1968 (Coéditions I.G.N. – Institut d'ethnologie).
- 77 DOURNES (J.) . Coordonnées-Structures jörai familiales et sociales. Paris, 1972
- 78 NICOLAS (G.) Dynamique sociale et appréhension du monde au sein d'une société hausa. Paris, 1975
- 79 CALAME-GRIAULE (G.) Ethnologie et langage. La parole chez les Dogons. Paris, 1987.  Seconde édition avec une postface de l'auteur. (zuerst 1965)